# カプソメア
カプソメア（英: capsomere）は、ウイルスの遺伝物質を保護するタンパク質の外被であるカプシドのサブユニットである。 カプソメアは自己組織化してカプシドを形成する。

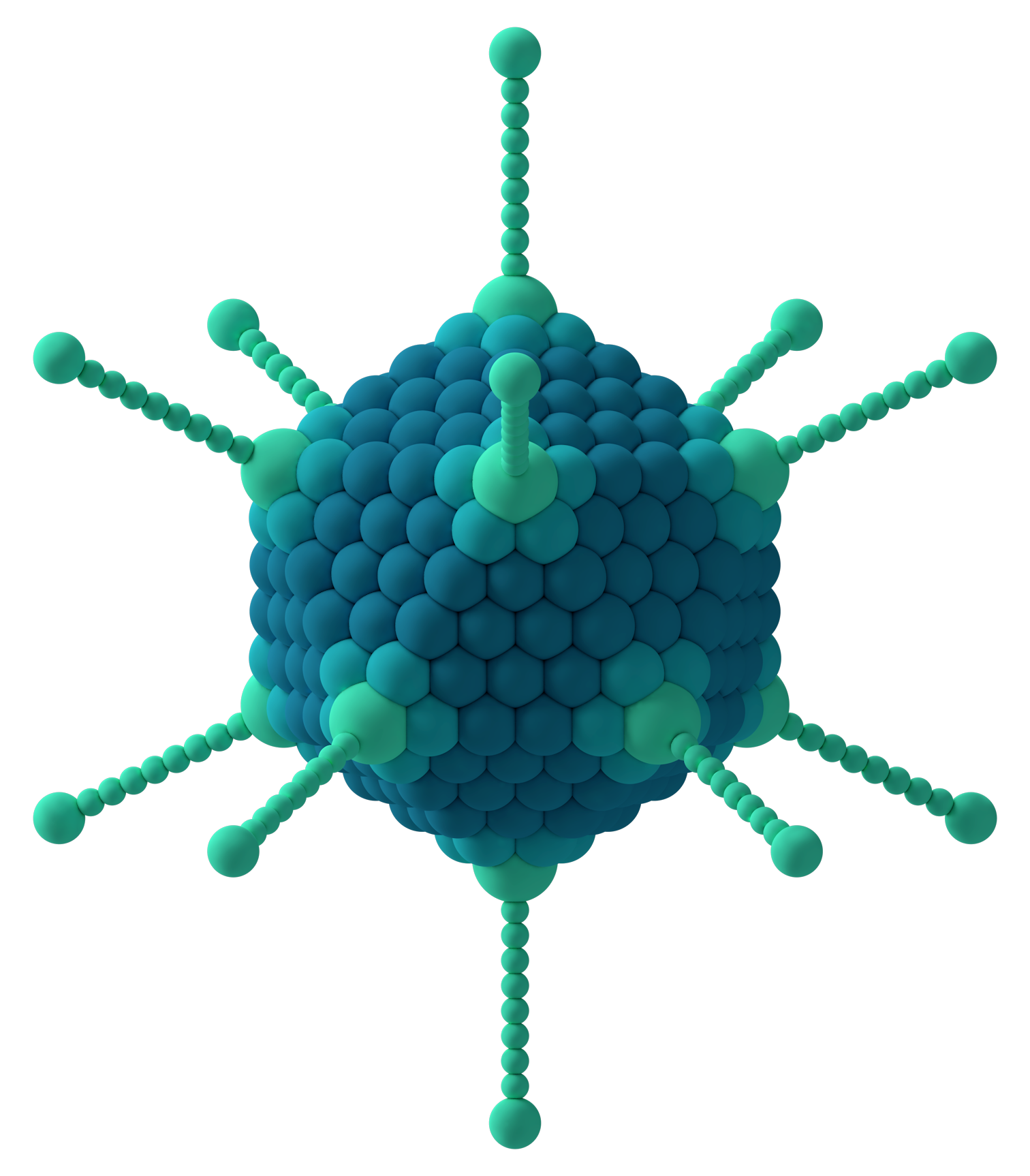
このアデノウイルスの図では、カプシド分子がはっきりと見える。

プロトマーと呼ばれるサブユニットが集合してカプソメアを形成する。カプソメアのさまざまな配置は、1）正20面体、2）らせん状、3）複合体である。
1）正20面体 - 正20面体は、12個の頂点と20個の面を持つ多面体である。正20面体のカプシドは、頂点が5角形（ペントン）、面が6角形（ヘキソン）の2種類のカプソメアで構成されている。ペントンは必ず12個あるが、ヘキソンの数はウイルスグループによって異なる。電子顕微鏡で見ると、カプソメアは中央に穴のある規則的なリング状に見える。
2）らせん状 - プロトマーはカプソメアに集まらないが、互いに結合してリボン状の構造を形成している。プロトマーの片端がもう片端よりも厚いため、この構造はらせん状に折りたたまれる。らせん状のカプシドの直径はそのプロトマーの特性によって決まり、その長さは取り囲む核酸の長さによって決まる。
3）複合体 - たとえば、ポックスウイルスやラブドウイルスで示される。このグループは、上記2つのグループのいずれにも当てはまらないすべてのウイルスが含まれている。ウイルス粒子が宿主細胞に侵入すると、宿主の細胞酵素がカプシドとその構成要素であるカプソメアを消化し、それによってウイルスの裸の遺伝物質（DNA/RNA）が露出し、その後、ウイルス複製サイクルに入る。
カプソメアは、物理的、化学的、酵素的な損傷から保護し、いくつかのタンパク質サブユニットが繰り返される多重冗長性を持っている。これは、大きな構造を作るのに必要なタンパク質コドンが数個で済むように、ウイルスゲノムが可能な限り経済的に作られているためである。カプシドの主な機能の1つは、宿主細胞の表面に容易に吸着することにより、封入されたウイルスゲノムを宿主細胞に導入することである。

## 参照項目
- ウイルスタンパク質
- エンベロープ (ウイルス)